# Jerry's Kids
Jerry's Kids fou una de les primeres bandes de hardcore punk procedent de Braintree, Massachusetts, formada el 1981 pels germans Bryan i Rick Jones, Dave Aronson, Bob Cenci i Brian Betzger. La seva primera producció musical enregistrada va ser a l'LP recopilatori This Is Boston, Not L.A. el 1982, on van contribuir amb sis temes juntament amb la primera banda de Boston Hardcore, Gang Green.
El vocalista Bryan Jones i el guitarrista Dave Aronson van deixar la banda aviat. Bryan Jones, que llavors tenis 15 anys, s'havia trencat la cama en un dels concerts i els seus pares no li van permetre tocar més amb el grup. El baixista Rick Jones (germà de Bryan) va convertir-se en cantant i Chris Doherty de Gang Green va fer-se càrrec de la guitarra. Va ser aquesta formació la que va gravar el clàssic LP de 12 peces Is This My World? el 1983, amb cançons com «Cracks In The Wall», «Build Me A Bomb» i «Vietnam Syndrome». Es van separar el 1985, però es van tornar a reunir el 1987 amb un so més ràpid i van llançar un LP titulat Kill Kill Kill. Reflex / Wolfpack Records va publicar una reedició limitada de Is This My World? el 2002. La banda va tornar als escenaris el 2004 i des de llavors ha fet alguns concerts a Boston.
El 2018, després de telonejar a GBH, Jerry's Kids va anunciar que tocarien el seu últim concert abans de dissoldre's. L'11 de gener de 2019, Jerry's Kids va fer un concert sense avisar el Paradise Rock Club de Boston en benefici de Chris Doherty de Gang Green.

## Discografia
- This Is Boston, Not L.A. (Modern Method Records, 1982)
- Is This My World? (Xclaim! Records, 1983)
- Kill Kill Kill (Taang! Records, 1989)